# Le Triomphe de Tirant
 (mai 2025).
Si vous disposez d'ouvrages ou d'articles de référence ou si vous connaissez des sites web de qualité traitant du thème abordé ici, merci de compléter l'article en donnant les références utiles à sa vérifiabilité et en les liant à la section « Notes et références ».
Pour les articles homonymes, voir Tirant.

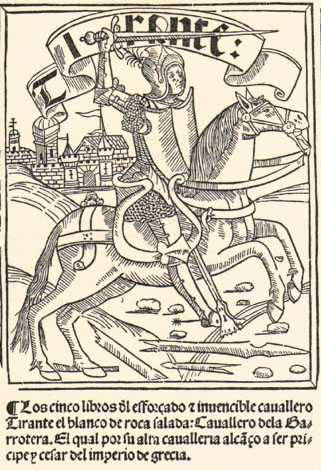
Page de garde de la traduction espagnole (1511) de Tirante el Blanco, roman chevaleresque catalan constituant l’argument du livret de l’opéra contemporain « Le Triomphe de Tirant ».

Le Triomphe de Tirant (El triomf de Tirant) est un opéra contemporain du compositeur valencien Amand Blanquer, en deux actes, sur un livret des frères Josep Lluís et Rodolf Sirera, d'après le roman chevaleresque catalan Tirant le Blanc, du Valencien Joanot Martorell. La première a eu lieu à Valence, le 7 octobre 1992, au Teatre Principal, avec le Chœur et l'Orchestre de Valence ; l'opéra sera à l'affiche pendant deux jours, jusqu'au 9 octobre 1992.

## Fiche technique
- Mise en scène: Jaume Martorell
- Direction d'orchestre: Manuel Gaiduf
- Maîtrise du Chœur : Francisco Perales
- Costumes : Pedro Moreno
- Lumières : Bruno Boyer
- Maquillage et coiffure : Julio César Rueda et Efraín Coa
- Maître répétiteur : Francisco Hervás

Interprètes :
- María José Martos (Carmésine)
- Itxaro Mentxaka (Agnès)
- Isabel Monar (Plaisirdemavie)
- Vicente Ombuena (Tirant le Blanc)
- Vicente Sardinero (Guillaume de Warwick)
- Francisco Valls (Roi d'Angleterre/ Empereur)
- Joan Cabero (Diaphébus)
- Ignacio Giner (Garde 1/ Sentinelle)
- Tomás Puig (Garde 2/Quartier-maître)
- Luis Sintes (Capitaine)
- Lluís Fornés (Roi d'Armes/Garde-chiourme)
- Estrella Estévez (Ange funèbre),

## Argument

### Acte I
- Premier tableau : La mort. Murailles devant Andrinople. Deux sentinelles croient voir une ombre fantomatique sur les remparts. Tirant le Blanc entre en scène, déconcerté et vacillant. Le spectre se présente à lui : il s'agit de son ancien tuteur, Guillaume de Warwick, qui lui rappelle que dans sa jeunesse le héros préféra emprunter la voie périlleuse du chevalier plutôt que de couler une vie longue et tranquille, comme le commun des mortels. Ce choix a un prix, qui est la vie, que Guillaume vient lui réclamer, car bien que Tirant n'en soit pas conscient, il est déjà mort. Pour le lui montrer, Guillaume le mène devant son cadavre. Apparaissent alors trois personnages qui symbolisent les trois étapes de l'accession du héros à la Gloire : Agnès, qui représente la chevalerie, l'Empereur, image de la défense de la Foi, et Carmésine, celle de l'Amour, autant de thèmes qui seront glosés dans les tableaux suivants de l'opéra. Tirant a du mal à accepter sa mort, mais un ange funèbre apparaît et lui rappelle que, pour accéder à la Renommée, il lui faut inévitablement se soumettre à la Mort.
- Second tableau : Fleur de Chevalerie. On célèbre une fête dans un palais de la cour d'Angleterre. Des dames et des chevaliers dansent et se réjouissent de la paix retrouvée. Le Roi d'Armes interrompt la fête pour annoncer que le chevalier Tirant le Blanc, vainqueur de tournois, a été offensé par le seigneur de Bourgsdéserts, et qu'ils vont se mesurer en combat singulier. Ayant aperçu dans les mains de Tirant une broche d'Agnès, sa maîtresse, Bourgsdéserts a offensé le chevalier, lui reprochant de s'être montré discourtois, et il l'a provoqué en duel. Diaphébus, la Gouvernante, les chevaliers et les dames suivent le combat d'une fenêtre et ils le commentent pour Agnès, qui se refuse à regarder. À la fin, les deux chevaliers tombent à terre, morts selon toute apparence. Agnès se penche sur les corps et découvre que Tirant vit encore. Elle se console de la perte de son amant en pensant au courage de son prétendant. Le roi d'Angleterre se présente alors et rend hommage à la valeur de Tirant. Agnès et Guillaume lui rappellent que son premier vœu a été réalisé.

### Acte II
- Premier tableau :  Défenseur de la Chrétienté. Tirant, Diaphébus et leurs hommes regagnent Constantinople par mer, après diverses campagnes contre les musulmans. L'Empereur et le Patriarche les reçoivent sur le quai. Tirant, acclamé pour sa bravoure, fait le récit des principales batailles. La protection du Dieu chrétien a permis la victoire sur les infidèles qui, s'étant rendus à Tirant, épousent sa religion. On célèbre dans la basilique de Sainte-Sophie une action de grâce. L'Empereur et Guillaume de Warwich se présentent maintenant pour marquer la réalisation du deuxième vœux. Carmésine et Tirant se rencontrent dans l'église.
- Second tableau : Miroir d'amoureux. Le triomphe de Tirant. La chambre de Carmésine. Les demoiselles chantent un lai d'amour, que Plaisirdemavie conclut de façon burlesque. Carmésine se présente. Les dames chantent les délices de l'amour charnel. Carmesine les réprimande, tandis que Plaisirdemavie, qui l'aide à se dévêtir, lui décrit la beauté de Tirant. Celui-ci, avec la complicité de la jeune suivante, s'est caché dans un grand coffre, d'où il contemple son aimée prenant son bain. Lorsque la Princesse se couche, Tirant approche de son lit et se met à la caresser; Carmésine croit que c'est sa gouvernante qui se livre à ces privautés. Tirant se découvre enfin, au moment où l'Empereur, alerté par le bruit, accourt chez sa fille. Le chevalier s'éclipse par la fenêtre, et lorsqu'il revient, les deux jeunes jouvenceaux se déclarent leur amour. On célèbre leur mariage en l'église de Sainte-Sophie. À ce moment, Guillaume de Warwich réapparaît pour rappeler à Tirant que ses trois vœux ont été exaucés et qu'il jouit du Nom, du Pouvoir et de la Joie du Chevalier, ce pourquoi l'Ange Funèbre doit l'emmener avec lui, au grand désespoir de Carmésine. Tirant accepte son destin, et tous les présents fêtent l'entrée triomphale du héros dans le royaume de la Renommée.